# Gaius Caesar
Gaius Caesar (latină: Gaius Julius Caesar, n. 20 î.Hr., Roma Antică – d. 21 februarie 4 d.Hr., Licia, Regiunea Mediteraneană, Turcia) a fost un consul roman în anul 1. A fost nepotul împăratului roman Augustus. Este fiul lui Marcus Vipsanius Agrippa și al Iuliei Caesaris filia, singura fiică a lui Augustus.  Gaius și fratele său mai mic, Lucius Caesar, au fost numiți de bunicul lor ca fii adoptați și moștenitori ai imperiului. A fost primul soț al Claudiei Livia Julia.